# Tifton
Tifton é uma cidade localizada no estado americano de Geórgia, no Condado de Tift.

## Demografia
Segundo o censo americano de 2000, a sua população era de 15.060 habitantes.
Em 2006, foi estimada uma população de 16.650, um aumento de 1590 (10.6%).

## Geografia
De acordo com o United States Census Bureau tem uma área de
23,4 km², dos quais 23,1 km² cobertos por terra e 0,3 km² cobertos por água.

## Localidades na vizinhança
O diagrama seguinte representa as localidades num raio de 24 km ao redor de Tifton.